# Misión La Purísima Concepción
La Misión La Purísima Concepción también denominada como Parque Estatal Histórico Misión La Purísima (en inglés: La Purísima Mission State Historic Park), es una zona preservada, museo y jardín botánico de 783 hectáreas (1934 acres) de extensión establecido en 1935, que se encuentra en Lompoc, California, Estados Unidos. 
La Misión de La Purísima es actualmente el único ejemplo de un complejo completo de una misión católica española en California. Diez de los edificios originales están completamente restaurados y amueblados, incluyendo la iglesia, tiendas, cuartos y herrería.  
Está administrada por el « California Department of Parks and Recreation ». Está catalogada en el Registro Nacional de Lugares Históricos de los Estados Unidos de América con el número de referencia "70000147" y en el catálogo del California Historical Landmark con el número de referencia "340".

## Historia
La "Misión la Purísima Concepción de María Santísima", fue fundada por el padre presidente Fermín de Lasuén el 8 de diciembre de 1787. Fue la undécima de las 21 Misiones Franciscanas establecidas en Alta California.
Uno de los principales terremotos, el 21 de diciembre de 1812, destruyó muchos de los edificios de la misión. El padre Mariano Payeras recibió permiso para trasladar la comunidad de la misión 6'4 km (4 millas) al noreste en "La Cañada de los Berros", próxima a El Camino Real.  
La Misión de La Purísima fue establecida oficialmente en su nuevo emplazamiento el 23 de abril de 1813. Se aprovecharon materiales recuperados de los edificios destruidos por el terremoto para construir los nuevos edificios, que fueron acabados diez años después.
El fin de las misiones de California se produjo en 1834, cuando el gobierno mexicano, que había ganado la independencia de España, transfirió el control de las misiones de la Iglesia católica a las autoridades civiles. La propiedad pasó a manos privadas y los edificios de la misión cayeron en la ruina. 
En 1933, el Unión Oil Company traspasó varias parcelas en el Estado de California. Bajo la dirección de la National Park Service, el Civilian Conservation Corps restauró o reconstruyó muchos de los edificios de adobe de la misión.

## Propuesta para su cierre

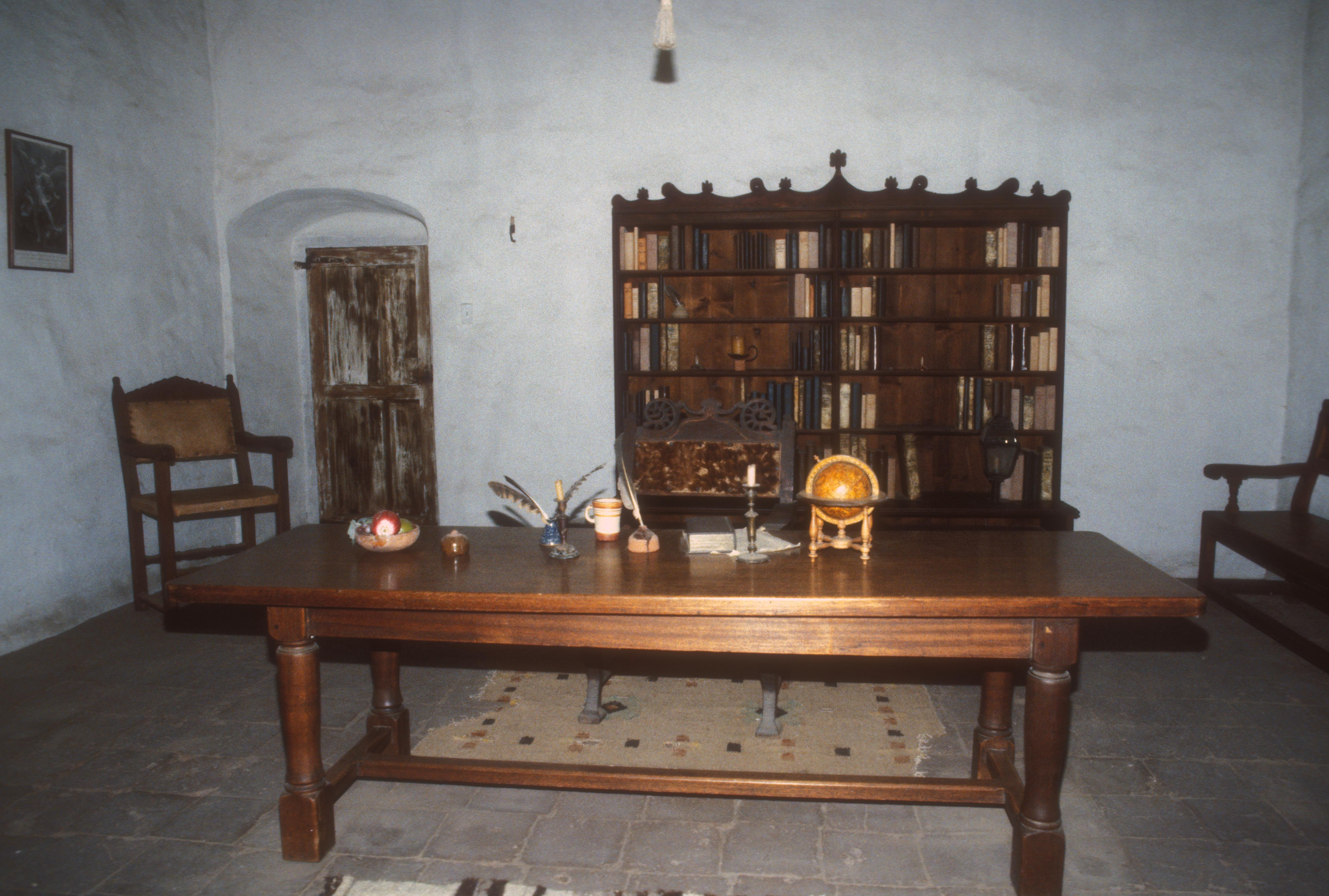
Biblioteca.

"La Purísima Mission State Historic Park" fue uno de los muchos parques estatales amenazados con el cierre en 2008. Esos cierres se evitaron en última instancia por recorte de horas para el mantenimiento de todo el sistema expositivo.

## Jardines
Los jardines de la misión y la ganadería representan lo que se habría encontrado en la misión durante la década de 1820. 
Se organizan eventos especiales de "Historia viva" que se han programado durante todo el año. 
Un centro de visitantes cuenta con información, pantallas y artefactos, y un recorrido autoguiado ofrece a los visitantes la oportunidad de dar un paso atrás en el tiempo para echar un vistazo a este período en la historia de California.
Algunas vistas de los exteriores de la Misión de La Purísima Concepción.

Exteriores
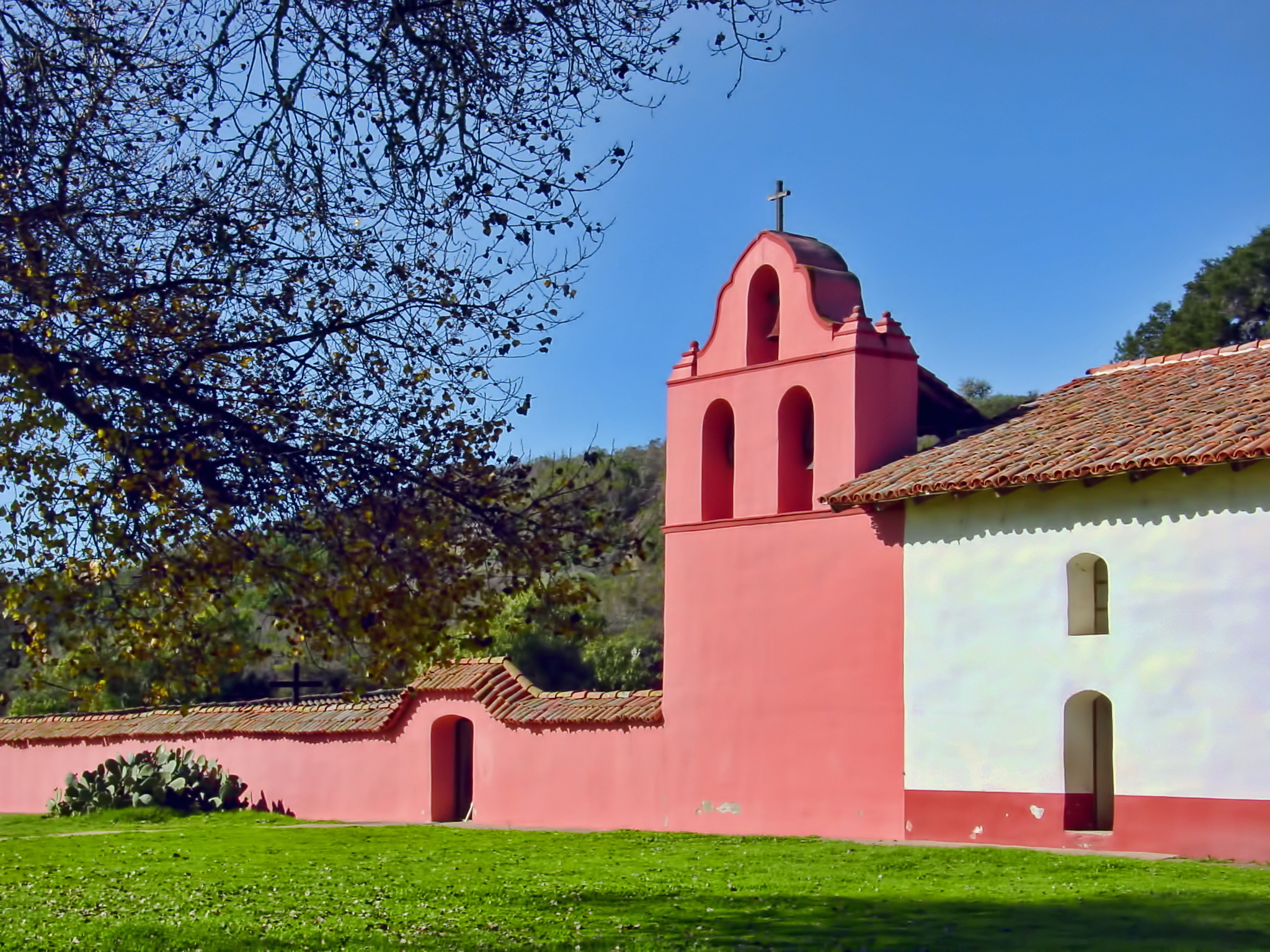
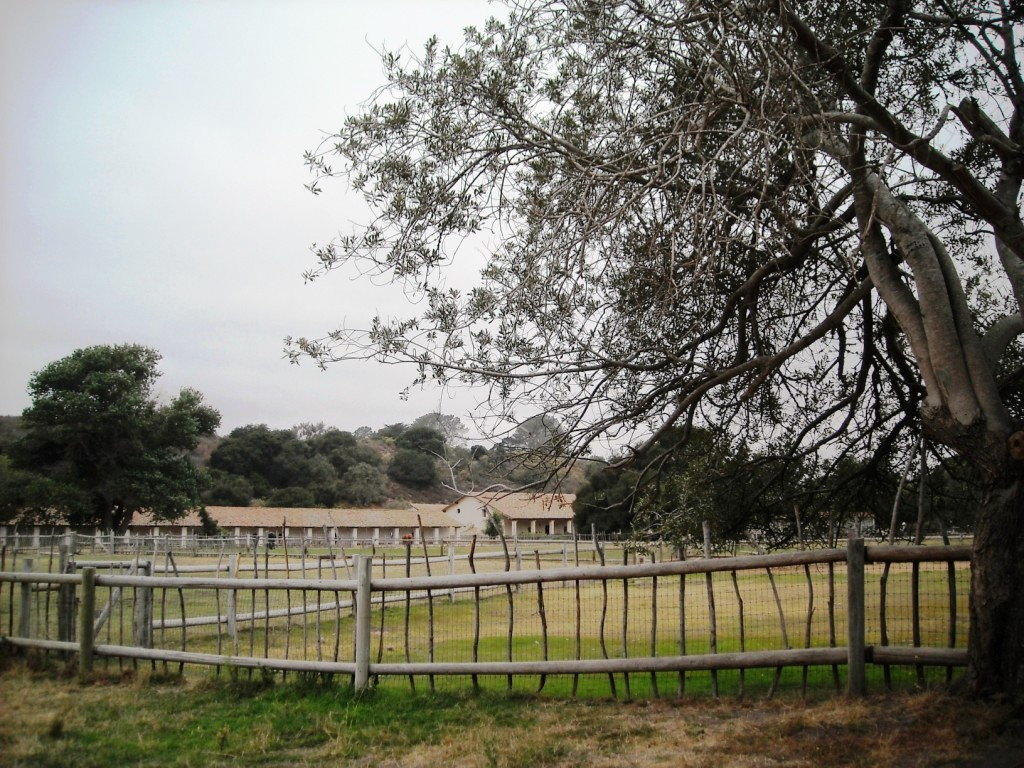
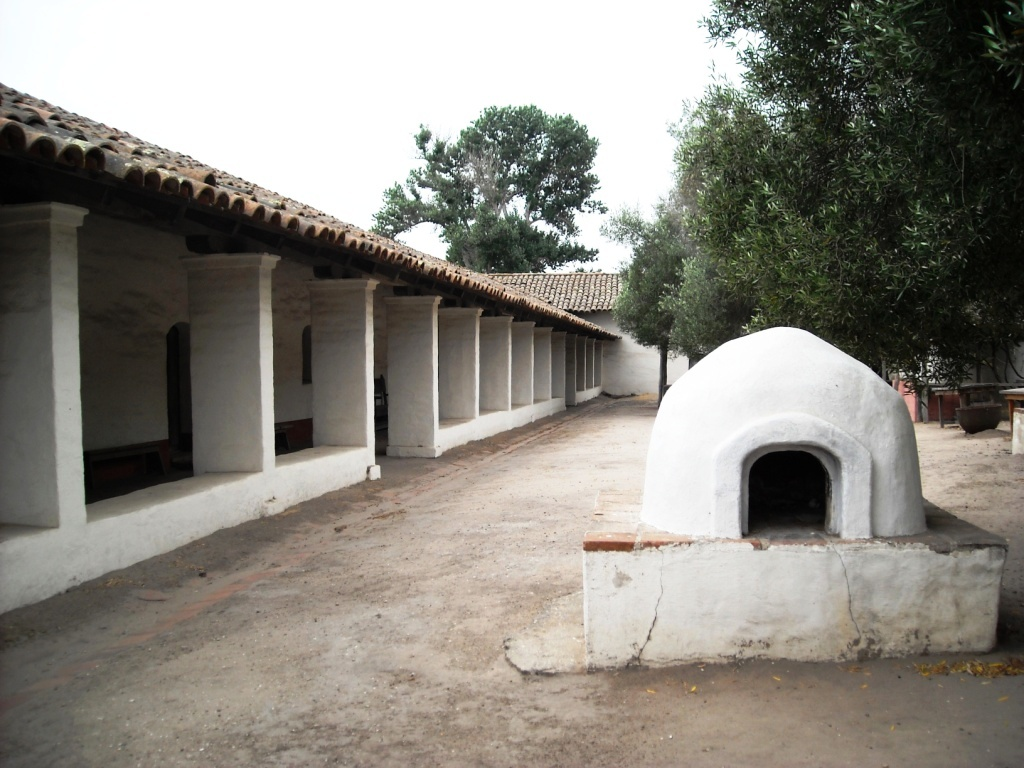
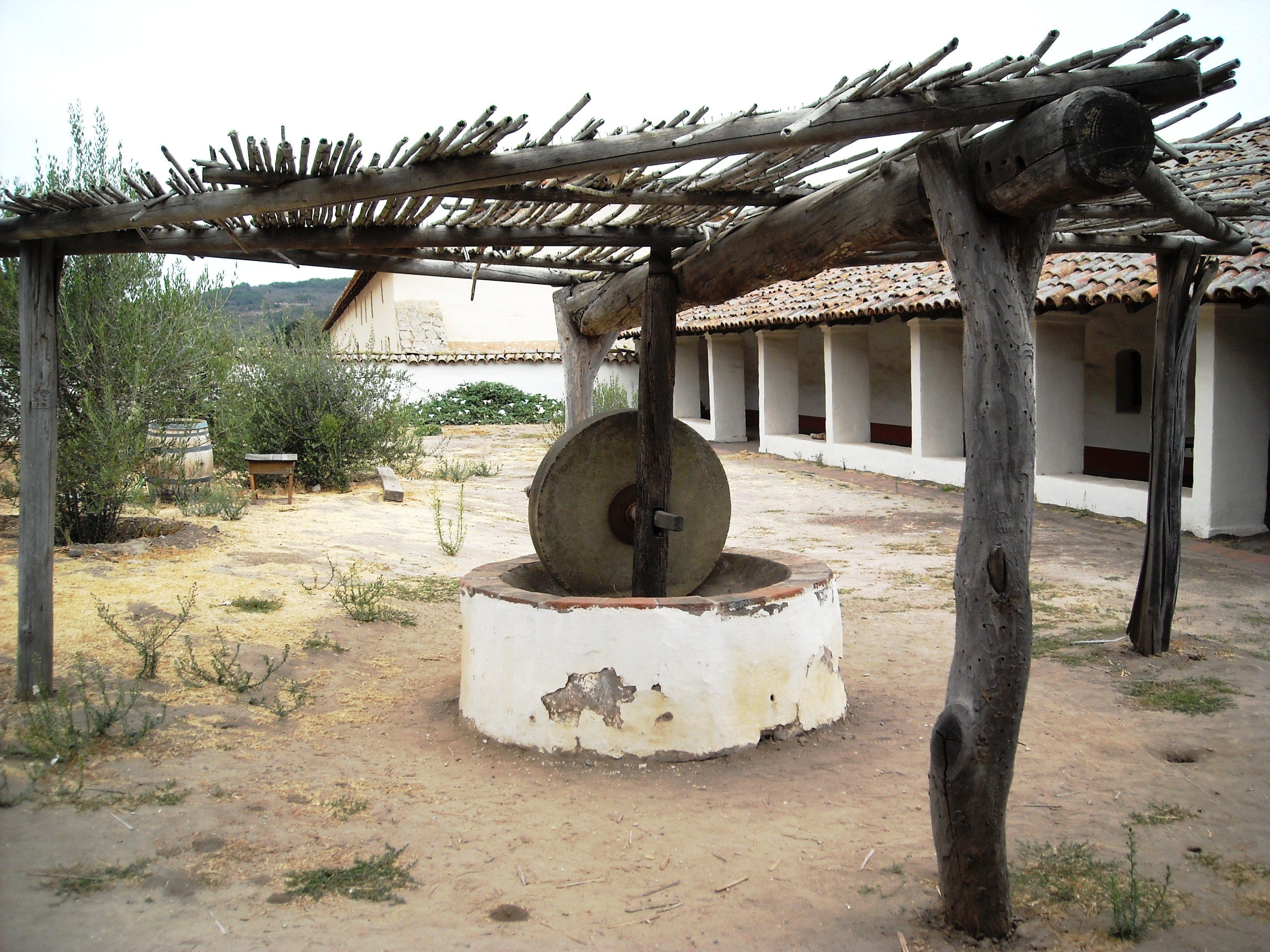

Algunas vistas de interiores en el complejo de la Misión de La Purísima Concepción.

Interiores
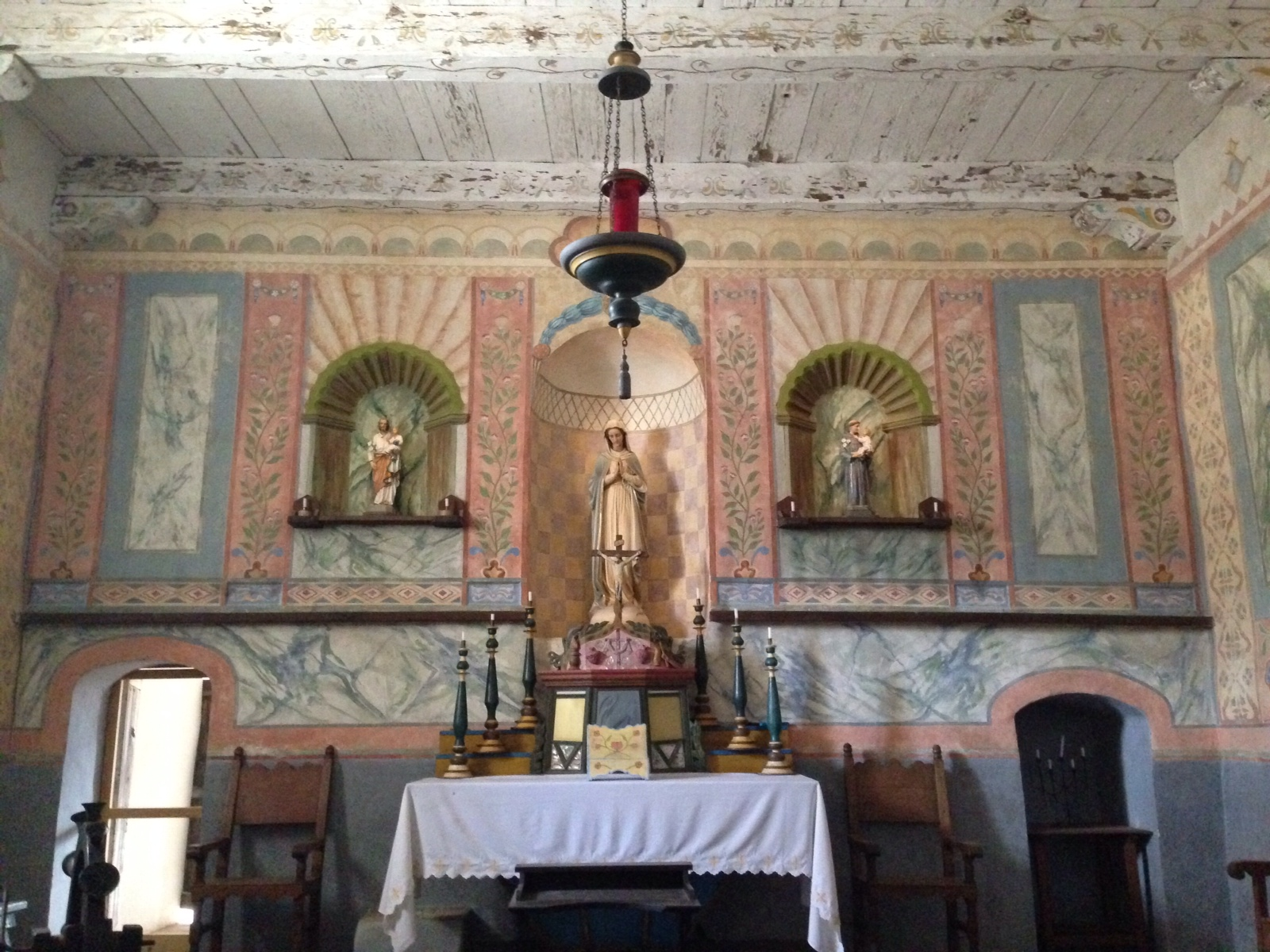
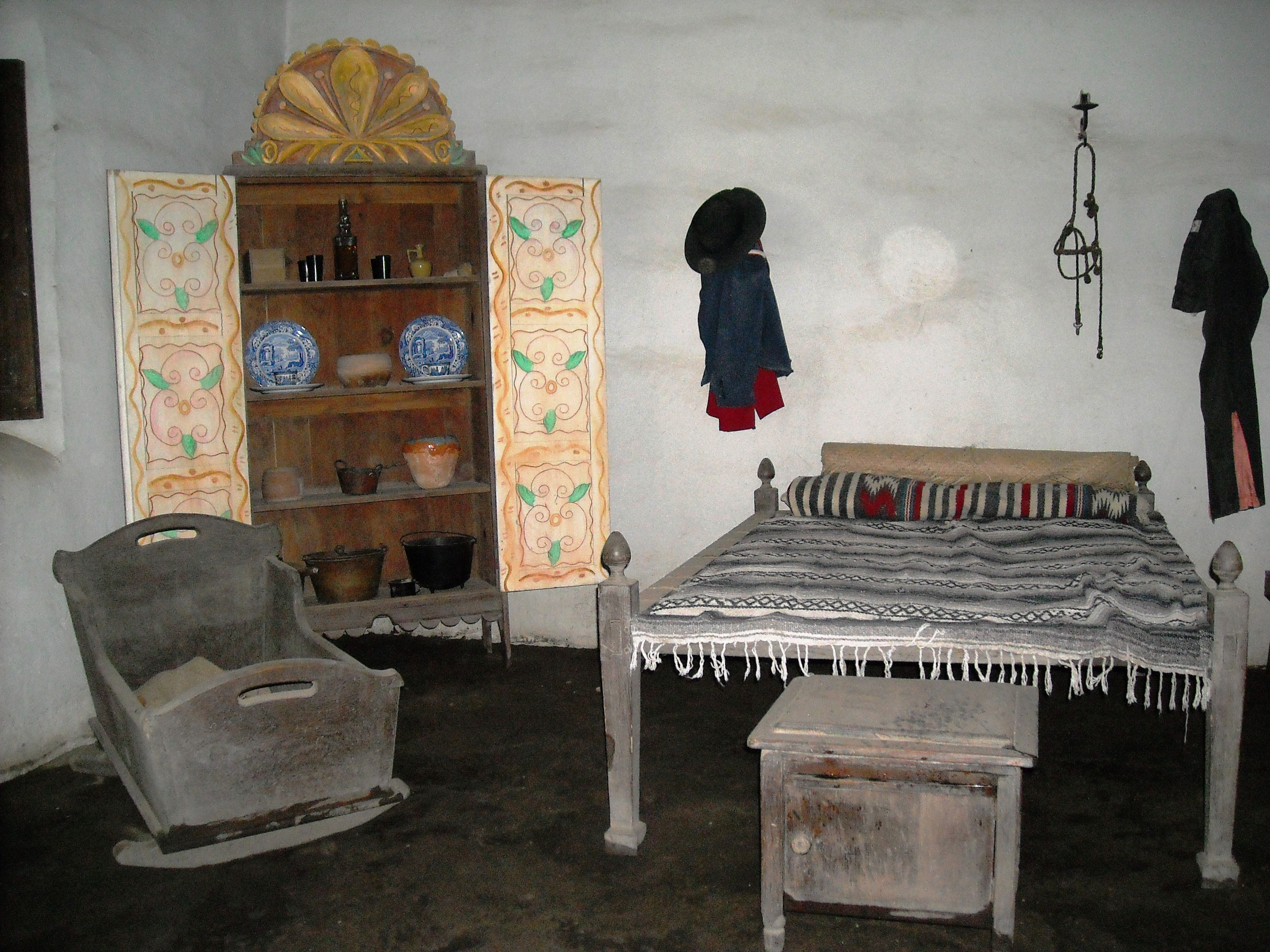
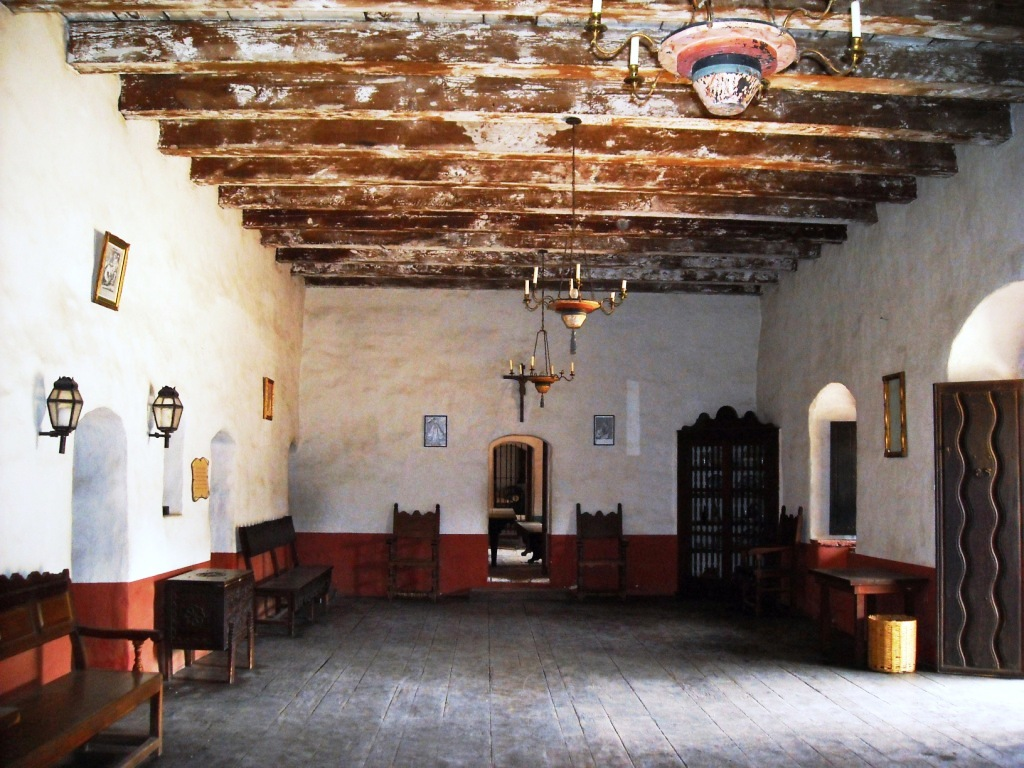
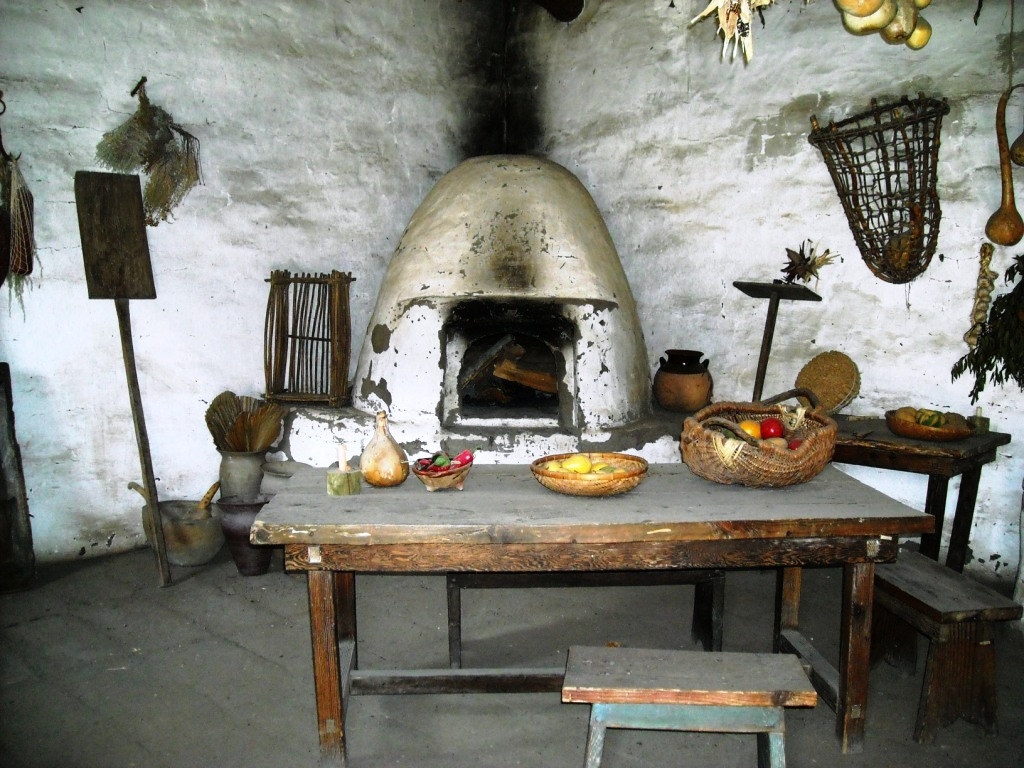